# Agnese di Hohenstaufen (opera)
Agnese di Hohenstaufen (titolo originale Agnes von Hohenstaufen) è un'opera in lingua tedesca del compositore italiano Gaspare Luigi Pacifico Spontini (1774-1851).
Composta in occasione del matrimonio della principessa Maria di Sassonia-Weimar-Eisenach con il principe Carlo di Prussia (l'esecuzione del primo atto risale infatti al 28 maggio 1827), l'opera viene completata nel 1829. La prima è del 12 giugno 1829 a Berlino. Nel 1837 Spontini preparò una versione ampiamente rimaneggiata.
Agnese di Hohenstaufen è stata l'ultima opera composta da Spontini. Il maestro riprende un romantico capitolo della storia medievale, quello di Agnese di Hohenstaufen (1176-1204), modellandolo però a suo piacimento. È un'opera di ampio respiro che, nel suo sfarzo, sposa idealmente la maniera di rappresentarsi della casa reale prussiana. Con maestria, Spontini riesce a creare momenti di grande effetto, che rapidissimamente si succedono l'uno all'altro. Grandi scene corali si alternano ad Arie suggestive, fra le quali la più nota è O Re dei Cieli, preghiera innalzata a Dio da Agnese.

## Cast delle prime rappresentazioni
| Personaggio                | Interprete (1827)      | Interprete (1829)      |
| -------------------------- | ---------------------- | ---------------------- |
| Agnese                     | Pauline von Schätzel   | Pauline von Schätzel   |
| Enrico di Braunschweig     | Karl Adam Bader        | Karl Adam Bader        |
| Filippo di Hohenstaufen    | Heinrich Stürmer       | Heinrich Stürmer       |
| Filippo Augusto di Francia | Eduard Devrient        | Eduard Devrient        |
| Enrico VI                  | Heinrich Blume         | Heinrich Blume         |
| Irmengarda                 | Anna Milder-Hauptmann  | Josephine Schulz       |
| Corrado di Hohenstaufen    | Julius Eberhard Busolt | Julius Eberhard Busolt |

## Trama

### Atto I
La vicenda riguarda la lotta tra l'imperatore del Sacro Romano Impero Enrico VI e il capo dei nobili Welfen, Enrico il Leone. Il primo atto si svolge a Magonza, dove l'imperatore ha riunito le sue forze per marciare contro i Welfen. Agnese di Hohenstaufen, cugina dell'imperatore, è stata promessa sposa al figlio di Enrico il Leone, Enrico di Braunschweig, ma la guerra ha infranto questa alleanza. Enrico arriva a Magonza nelle vesti di un trovatore. L'ambasciatore francese (il Duca di Borgogna) propone che Agnese vada in sposa al suo re, Filippo Augusto. L'imperatore accetta e il fidanzamento è annunciato durante un banchetto. Enrico, incapace di sopportare l'interesse che l'ambasciatore francese dimostra per Agnese, si fa prendere dalla rabbia e la sua vera identità viene svelata. L'imperatore lo condanna a morte e ordina che Agnese sia rinchiusa in un convento. Questa sopruso provoca una rivolta tra alcuni dei nobili.

### Atto II
A Enrico viene offerto di avere salva la vita, se rinuncerà ad Agnese e andrà in esilio. Egli respinge con rabbia queste condizioni, proprio mentre irrompono i nobili ribelli. Enrico cerca di fuggire nella confusione, ma viene catturato dall'ambasciatore francese, il quale lo sfida a duello per il giorno successivo. L'imperatore acconsente, ma dà ordini segreti per fare uccidere Enrico durante un tentativo di fuga. Enrico in effetti riesce a fuggire dalla prigione e a raggiungere Agnese in una chiesa, dove i due vengono precipitosamente sposati. L'ambasciatore francese è furioso e solo l'intervento dell'arcivescovo impedisce un duello in chiesa.

### Atto III
Enrico e Agnese progettano di fuggire e raggiungere l'esercito di Enrico il Leone, ma vengono catturati. Enrico accetta di combattere nel duello con l'ambasciatore francese e lo ferisce mortalmente. L'ambasciatore si rivela essere nientemeno che il re Filippo Augusto stesso, che aveva voluto vedere la sua promessa sposa prima del matrimonio. Irmengard, la madre di Agnese, annuncia poi che il matrimonio tra Enrico e sua figlia ha già avuto luogo. L'imperatore è furioso ma provoca una nuova rivolta tra i nobili. Enrico inaspettatamente sguaina la spada per difendere l'autorità dell'imperatore. A questo punto giunge Enrico il Leone e annuncia che il suo esercito ha conquistato Magonza, ma anch'egli offre la sua sottomissione all'imperatore. Il re francese morente perdona il giovane Enrico. L'imperatore benedice gli sposi e incoraggia i suoi sudditi ad unirsi per una spedizione in Italia.